# Ina Trabesinger
Ina Trabesinger (* 17. April 1982 in Klagenfurt) ist eine österreichische Musicaldarstellerin.

## Leben
Ina Trabesinger begann ihre Tanzausbildung im Tanzstudio Moser-Riff in Klagenfurt. 2000 nahm sie ihr Studium in den Performing Arts Studios Vienna auf und legte 2003 die Bühnenreifeprüfung erfolgreich ab. Um erste Musicalerfahrungen zu sammeln, wirkte sie 2001 im Ensemble von Jesus Christ Superstar bei den Sommerfestspielen Bruck an der Leitha und bei Verliebte & Verrückte im Akademietheater München und später in der Musical-Show Magic to do im Wiener Raimund Theater mit.
Daraufhin folgten mehrere Auftritte als Tänzerin und Sängerin:
- Benefizgala Rhythm of Life
- Musical Moments im Wiener Konzerthaus
- Steve Barton Memorial Gala im Raimund Theater
- als Tänzerin bei der „Abba Revival“-Show in der Fernsehshow „Vera“
- Sopranistin in der Uraufführung des Musicals „Hearts“ im Interkult-Theater in Wien
- „Finix“ im Raimund-Theater
- Teilnahme an der Casting-Show Ich Tarzan, Du Jane! und Erreichen des zweiten Platzes

## Karriere
Ab dem Jahre 2003 übernahm Ina Trabesinger vermehrt Hauptrollen auf den großen Musical-Bühnen in Deutschland.

### Les Misérables
Ina Trabesinger stand für das Musical Les Misérables von 2003 bis 2004 im Theater des Westens in Berlin auf der Bühne. Sie war im Ensemble Bestandteil der Premierenbesetzung und übernahm auch die 2. Besetzung der Rolle Cosette. Regie bei dieser Produktion führte James Powell.
Vom 15. Dezember 2007 bis 28. Juni 2008 stand Ina wieder für Les Misérables auf der Bühne, dieses Mal in der Grazer Oper als 1. Besetzung in der Rolle der Éponine.
Sie übernahm diese Rolle 2009 auch am Stadttheater Klagenfurt, wo das Stück erneut unter der Regie von Josef Ernst Köpplinger aufgeführt wurde.

### Mamma Mia!
Danach hatte Ina Trabesinger ein Engagement in Stuttgart. Dort fand im Jahr 2004 im Palladium Theater die Premiere des Abba-Musicals Mamma Mia! (als 2. Spielort in Deutschland) statt. Ina Trabesinger übernahm in der Premierenbesetzung die Hauptrolle der Sophie. Die Rolle der Sophie spielte sie bis Anfang 2006. Regie bei dieser Produktion führte Paul Garrington.

### Dirty Dancing
2006 ging Ina Trabesinger nach Hamburg. Dort hatte der Film von Eleanor Bergstein Musicalpremiere. „Dirty Dancing – das Original Live on Stage“ feierte am 26. März 2006 in der neuen Flora in Hamburg Europapremiere. Ina Trabesinger gehörte zur Premierenbesetzung. Sie steht ferner als „Frances“Baby„Houseman“ auf der Bühne.
Ina spielte die Rolle „Baby“ ein Jahr lang. Am 25. März 2007 stand sie das letzte Mal als „Baby“ auf der Bühne.

### Disneys Tarzan
Von Januar bis Mitte März 2010 übernahm Ina die Rolle der „Jane“ im Phil-Collins-Musical „Tarzan“. Von Dezember 2011 bis Juni 2013 spielte sie diese Rolle als Erstbesetzung.

### Sister Act
Ab dem 2. Dezember 2010 kehrte Ina wieder zurück nach Hamburg und übernahm die Rolle der „Mary Robert“ in Whoopi Goldbergs Musical „Sister Act“. Im Rahmen ihres Engagements bei Sister Act hatte Trabesinger am 18. April 2011 in der Seifenoper Hand aufs Herz einen Gastauftritt.
Im Oktober 2015 übernahm sie die Rolle der Meg Giry in der Phantom der Oper-Fortsetzung „Liebe stirbt nie“ in Hamburg.

## Musicalgraphie
- 2000 „Abba Revival“, Fernsehshow Vera, Wien
- 2001 Steve Barton Memorial, Raimund Theater, Wien
- 2001 „Christmas Show“, Casino, Baden
- 2001 „Magic to do“, Raimund Theater, Wien
- 2001 „Verliebte und Verrückte“, Akademietheater München
- 2001 „Jesus Christ Superstar“, Sommerfestspiele Bruck/Leitha
- 2002 „Musical Moments“, Musicalhighlights, Wiener Konzerthaus
- 2002 Videoclip für STAHLHAMMER für das Album „EISENHERZ“
- 2002 Rhythm of Life, Benefizgala, Wiener Metropol
- 2002 „Hearts“, Interkult Theater, Wien
- 2003 „Finix“, Raimund Theater, Wien
- 2003 „Les Misérables“, Theater des Westens, Berlin
- 2004 „Mamma Mia!“, Palladium Theater, Stuttgart
- 2006 „Dirty Dancing“, Theater Neue Flora, Hamburg
- 2007 „Les Misérables“, Grazer Oper
- 2009 „Les Misérables“, Stadttheater Klagenfurt
- 2010 „Tarzan“, Theater Neue Flora, Hamburg
- 2010 „Sister Act“, Theater Operettenhaus, Hamburg
- 2011–2013 „Tarzan“, Theater Neue Flora, Hamburg